# Charlie Hunnam

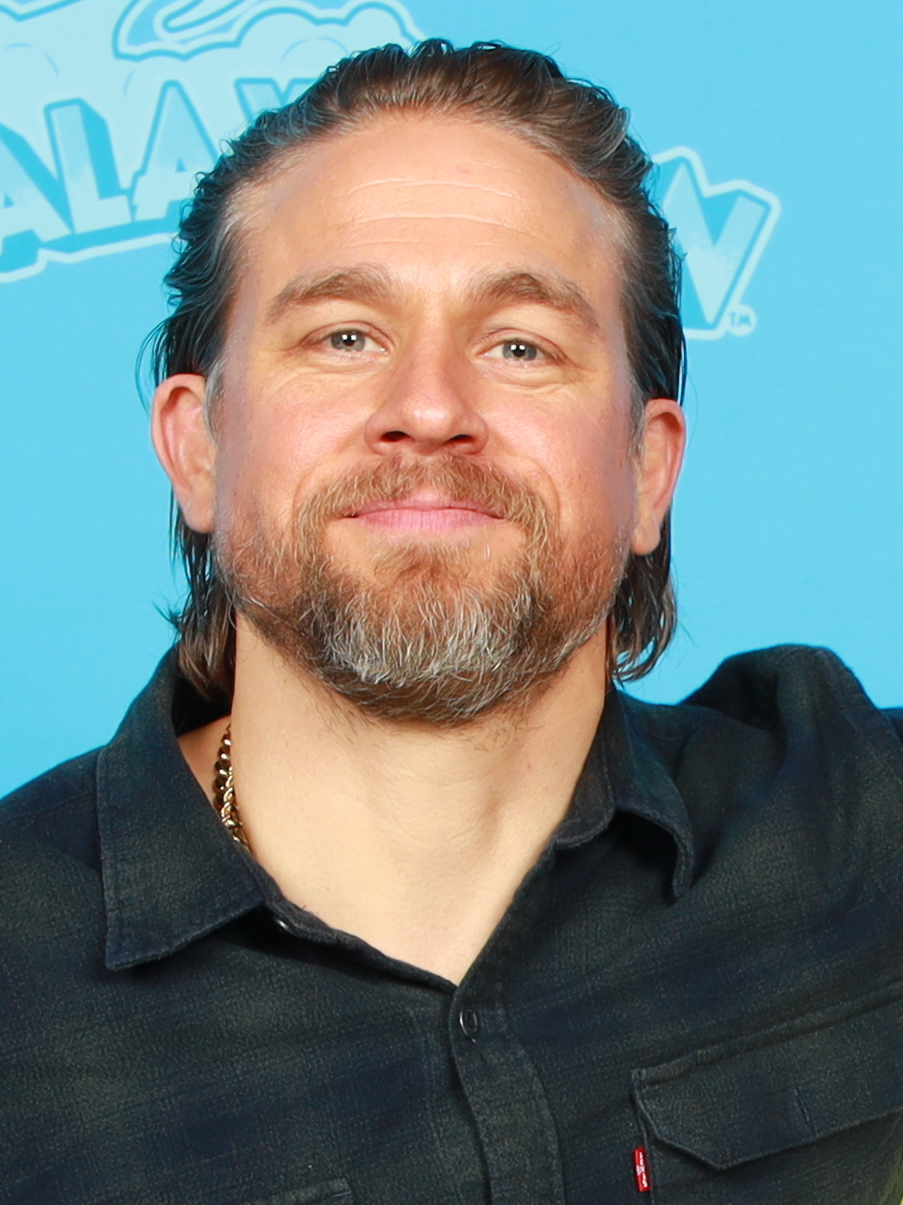
Charlie Hunnam (2024)

Charles Matthew „Charlie“ Hunnam (* 10. April 1980 in Newcastle upon Tyne, England) ist ein britischer Schauspieler.

## Leben
Charlie Hunnam, zweitältester von vier Brüdern, hatte im Alter von neun Jahren einige Gastauftritte in der britischen Serie Byker Grove (1989).
Seine erste erfolgreiche Fernsehrolle war die des Nathan Maloney in der Originalserie Queer as Folk (1999–2000). Independent-Filme, Fernsehserien und Vorsprechen für Blockbuster wie Star Wars: Episode II – Angriff der Klonkrieger folgten, doch erst im Jahr 2002 konnte Hunnam in dem Film Abandon – Ein mörderisches Spiel neben Katie Holmes auch im Kino Aufmerksamkeit erregen. Im selben Jahr spielte Hunnam die Titelrolle des Nicholas Nickleby in der Charles-Dickens-Verfilmung Nicholas Nickleby neben Anne Hathaway, die ihn weltweit bekannt machte. Er galt nun als Verkörperung des Idealisten und brach mit diesem Image mit dem Film Unterwegs nach Cold Mountain (2003) neben Nicole Kidman und Jude Law. Im Film Hooligans aus dem Jahr 2005 spielte er neben Elijah Wood die Rolle des Anführers einer Hooligangruppierung, Pete Dunham.
2008 kehrte er in der Hauptrolle des Jackson „Jax“ Teller der US-Serie Sons of Anarchy des amerikanischen Senders FX zurück auf den Fernsehbildschirm. Bis 2014 wurden sieben Staffeln (92 Folgen) der Serie um die Antihelden des Bikerclubs Sons of Anarchy produziert und in den USA gesendet.
Die Dreharbeiten zum Filmdrama King Arthur: Legend of the Sword fanden von März bis Juli 2015 in Wales und Schottland statt. Der Film sollte im Juli 2016 in die Kinos kommen, wurde aber erst im Mai 2017 gezeigt. Die Dreharbeiten zum Film Die versunkene Stadt Z (The Lost City of Z) fanden von August bis Oktober 2015 in Irland, England und Kolumbien statt.
Charlie Hunnam war in den Jahren 1999 bis 2002 mit der Schauspielerin Katharine Towne verheiratet.

## Karriere

### Frühe Arbeit
Hunnam wurde im Alter von 17 Jahren in einem Schuhgeschäft an Heiligabend entdeckt, als er für seinen Bruder Schuhe kaufte. Ein Produktionsleiter für die in Newcastle ansässige Kindershow Byker Grove kam auf Hunnam zu, der später in seiner ersten Rolle als Jason in drei Episoden der Show besetzt wurde. Er hatte auch eine kurze Modelkarriere, wo er ein Fotoshooting für Kangols Caps machte und dann entschied, dass das Modeling nichts für ihn war. Hunnams erste Hauptrolle kam im Alter von 18 Jahren, als er von Russell T. Davies als 15-jähriger Schüler Nathan Maloney in Davies’ Channel-4-Drama Queer as Folk besetzt wurde.
Darauf übernahm er die Rolle des Daz in dem Film Whatever Happened to Harold Smith? (1999) und zog dann in die Vereinigten Staaten.
Seine Karriere erweiterte sich um eine wiederkehrende Rolle als Gregor Ryder in der WB-Serie Young Americans. Danach trat er in der kurzlebigen Fox-Serie Undeclared als englischer Schauspielschüler namens Lloyd Haythe auf. Trotz aller Kritik wurde die Serie nach einer Staffel abgesagt. Hunnam erschien dann auf der großen Leinwand in Abandon (2002), Nicholas Nickleby (2002) und Cold Mountain (2003).
Hunnam hat erklärt, dass er nicht einfach irgendeine Rolle übernehmen möchte, die angeboten wird, indem er sagt: „Ich habe 60 Jahre Zeit, um das Geld zu verdienen, aber die Entscheidungen, die ich in den nächsten fünf Jahren treffe, werden meine Karriere wirklich bestimmen“.
Diese Entscheidung führte zu seiner Rückkehr nach Großbritannien, um die Hauptrolle des Pete Dunham in dem Film Hooligans (2005) zu übernehmen; jedoch führte sein Versuch, einen Cockney-Akzent zu liefern, zu seiner Aufnahme in die Liste der „schlimmsten Akzente in der Filmgeschichte“ vieler Kritiker.
Hunnam sagte, seine Rolle als Patric, ein Mitglied von „The Fishes“ in Children of Men (2006), sei der letzte Teil seiner „Trilogie der Verrückten“.
„Ich spielte den Psycho in Cold Mountain, mein Charakter in Green Street Hooligan ist ziemlich psychotisch und jetzt habe ich diese Rolle.“

### 2013 – Heute
Hunnam spielte als Raleigh Becket in Guillermo del Toros Science-Fiction-Film Pacific Rim, der im Juli 2013 in die Kinos kam und weltweit 411 Millionen Dollar einbrachte. Am 2. September 2013 wurde bekannt gegeben, dass Hunnam die Hauptrolle des Christian Grey in der Verfilmung von E. L. James’ Roman Fifty Shades of Grey spielen wird. Am 12. Oktober 2013 gab Universal Pictures jedoch bekannt, dass Hunnam sich aufgrund von Konflikten mit dem Zeitplan seiner Serie Sons of Anarchy aus dem Film zurückgezogen hatte.
Am 2. Juni 2014 wurde Hunnam für seine Rolle als Raleigh in Pacific Rim mit dem Huading Award als bester globaler Nachwuchsschauspieler ausgezeichnet. Hunnam wieder vereint mit del Toro in dem Horrorfilm Crimson Peak, neben Mia Wasikowska, Tom Hiddleston und Jessica Chastain. Der Film begann im Februar 2014 und wurde am 16. Oktober 2015 veröffentlicht.
Hunnam spielte als Geograph Percy Fawcett in James Grays Abenteuerdrama The Lost City of Z, gefilmt von August – Oktober 2015, uraufgeführt auf dem New York Film Festival 2016, und wurde im April 2017 veröffentlicht. Hunnam spielte auch in Guy Ritchie’s Action-Adventure-Film King Arthur: Legend of the Sword mit, die zwischen März und Juli 2015 gedreht und im Mai 2017 veröffentlicht wurde. Im September 2019 wurde bekannt, dass Charlie Hunnam die Hauptrolle in der exklusiv für Apple TV+ produzierten Serie Shantaram spielen wird. Er verkörpert darin eine fiktive Version des australischen Schwerverbrechers Gregory Roberts, der die Romanvorlage selbst geschrieben hat.

## Filmografie
- 1999–2000: Queer as Folk (Fernsehserie, 10 Episoden)
- 2000: Rawley High – Das erste Semester (Young Americans, Fernsehserie, 3 Episoden)
- 2001–2003: American Campus – Reif für die Uni? (Undeclared, Fernsehserie, 17 Episoden)
- 2002: Abandon – Ein mörderisches Spiel (Abandon)
- 2002: Nicholas Nickleby
- 2003: Unterwegs nach Cold Mountain (Cold Mountain)
- 2005: Hooligans (Green Street Hooligans)
- 2006: Children of Men
- 2008–2014: Sons of Anarchy (Fernsehserie, 92 Episoden)
- 2011: The Ledge – Am Abgrund (The Ledge)
- 2012: 3, 2, 1... Frankie Go Boom
- 2012: Cold Blood – Kein Ausweg. Keine Gnade. (Deadfall)
- 2013: Pacific Rim
- 2015: Crimson Peak
- 2016: Die versunkene Stadt Z (The Lost City of Z)
- 2017: King Arthur: Legend of the Sword
- 2017: Papillon
- 2019: Triple Frontier
- 2019: Outlaws – Die wahre Geschichte der Kelly Gang (True History of the Kelly Gang)
- 2019: The Gentlemen
- 2019: Jungleland
- 2021: Last Looks
- 2022: Shantaram (Fernsehserie)
- 2023: Rebel Moon – Teil 1: Kind des Feuers (Rebel Moon – Part One: A Child of Fire)

## Auszeichnungen und Nominierungen (Auswahl)
Critics’ Choice Television Award
- 2012: Nominierung in der Kategorie Bester Hauptdarsteller in einer Dramaserie für Sons of Anarchy
- 2015: Nominierung in der Kategorie Bester Hauptdarsteller in einer Dramaserie für Sons of Anarchy

Weitere
- 2002: Auszeichnung mit dem National Board of Review Award in der Kategorie Bestes Schauspielensemble für Nicholas Nickleby
- 2015: Nominierung für den People’s Choice Award in der Kategorie Favorite Cable TV Actor
- 2015: Nominierung für den Satellite Award in der Kategorie Bester Darsteller in einer Serie – Drama für Sons of Anarchy